# Distrito de Cuzco
El distrito del Cuzco es uno de los ocho distritos que conforman la provincia del Cuzco, ubicada en el departamento del Cuzco en el Sur del Perú. 
Limita por el Norte con la provincia de Urubamba, la provincia de Calca y la provincia de Anta, por el Este con el distrito de San Sebastián, por el Sur con el distrito de Wánchaq, el distrito de Santiago y por el Oeste con el distrito de Poroy y el distrito de Ccorca.

## Historia
Este distrito fue creado en la época de la independencia.

## Geografía
El territorio de este distrito se extiende en 116,22 kilómetros cuadrados y tiene una altitud de 3 339 metros sobre el nivel del mar. En el distrito se extiende la ciudad del Cuzco comprendiendo también territorios de los distritos de Wánchaq, Santiago y San Sebastián.

## Población
El distrito tiene una población aproximada de 109 000 habitantes.

## Autoridades

### Municipales
- 2023-2026
  - Alcalde: Luis Pantoja Calvo, del Movimiento Pachacuteq.

### Religiosas
- Arzobispo metropolitano Monseñor Juan Antonio Ugarte Pérez.

## Festividades
- Corpus Christi
- Inti Raymi
- Señor de los Temblores.
- Santurantikuy.